# محمدرضا خرازی
محمدرضا خرازی (تولد ۱۲۸۲ تهران - مرگ ۱۳۴۶ مشهد) بازرگان، نماینده مجلس شورای ملی و سرپرست اتاق بازرگانی تهران بود.

## زندگی‌نامه
محمدرضا خرازی در سال ۱۲۸۲ شمسی متولد شد. پدرش  عبدالحسین در تهران دکان خرازی داشت و به همین دلیل شغل خود را جهت نام فامیلی انتخاب کرد. محمدرضا هم به دنبال کسب‌وکار پدر رفت و در بازار تهران شهرتی بسزا یافت . تجارتخانه معتبری دایر کرد و در رشته‌های مختلف به کسب‌و‌کار مشغول شد و بدین‌ترتیب جزو اعیان و اشراف بازار تهران شد و مرجعیت یافت. او به عضویت اتاق بازرگانی تهران درآمد و مدتی هم رئیس اتاق شد. موقعیت او آنقدر رشد کرد که تمام بازاریان تحت سیطره او بودند. حسن خلق، صداقت و کارایی بالا، دلیل توجه کسبه به او بود. مدتی وکیل مجلس شد. دخول در امر سیاست، او را از حرفه اصلی‌اش خارج نمود و کمتر به فکر ازدیاد مال و منال افتاد و در اثر چند فقره معاملات حساب‌نشده وضعش دگرگون شد و تاجر معروف و معتبر تهران ورشکست کردید. پس از ورشکستگی، سنگر مجلس را هم از او گرفتند و طلبکارها تحت فشارش قرار دادند. در چند پرونده حکم جلب صادر شد و سرانجام به زندان افتاد و مدتی بدین طریق گذرانید تا با دخالت عده‌ای از تجار بیرون آمد ولی دیگر آن خرازی صاحب‌نفوذ نبود و با عسرت و تنگدستی زندگی می‌نمود. 

## مجلس شورای ملی
محمدرضا خرازی نماینده مردم تهران در   دوره‌های  هجدهم  و  نوزدهم  مجلس شورای ملی بود و توانست برای‌ تأمین‌ منافع‌ و پیشبرد خواسته‌های‌ طبقه بازرگانان‌ متمول‌ و مخالفت‌ با قدرت‌ حکومت‌ و مدیران‌ دولتی‌، در مجلس فعالیت کند.

## موقعیت خرازی دراتاق بازرگانی تهران
بعد از سقوط رضاشاه در سال ۱۳۲۰ بیشتر بازاریانی که از امتیازهای جوازهای وارداتی در دوره انحصارات دولتی بی‌نصیب مانده بودند، بر ضد نمایندگان اتاق تجارت و رئیس آن عبدالحسین نیک‌پور دست به اعتراض زدند زیرا ایشان بر این گمان بودند که آنها با نزدیک شدن به مقامات دولتی، امتیاز حمایت از رضاشاه را با اخذ مجوزهای وارداتی دریافت کرده‌اند. آنها تهدید به بستن بازار کرده و خواستار اجرای تقاضای خود یعنی یک‌‌مرحله‌ای شدن انتخابات بودند تا به این ترتیب از دخالت‌های دولت در امر انتخابات اتاق جلوگیری به عمل آید. رهبران مخالف هیئت‌رئیسه نمایندگان عبارت بودند از: محمدرضا خرازی که مسئول پیشین اداره بازرگانی تهران و عضو خانواده بانفوذ بازار بود؛ احمد سیگاری، رهبر سرشناس بازار و  محمد تقی سفارتی. در پاسخ به این درخواست، قانون جدیدی در سال ۱۳۲۱ تهیه شد تا انتخابات به طور مستقیم انجام شود و اسم اتاق نیز به «اتاق بازرگانی» تغییر کند. محمدرضا خرازی بیشترین رأی را کسب کرد اما ائتلافی از دو جبهه مخالف وی در درون اتاق باعث شد تا مجدد نیک‌پور به ریاست اتاق نائل آید و خرازی به معاونت وی برسد. 
قاسم لاجوردی در مصاحبه با تاریخ شفاهی هاروارد، خرازی را دست‌راست عبدالحسین نیک‎‌پور می‌داند: «خود نیکپور در انتخابات نمی‌گفت کی باشد کی نباشد. اگر می‌گفت محمدرضا خرازی وسیله بود که این کارهای سیاسی اتاق را بچرخاند. به حساب ور دست نیکپور بود برای تعدادی از سال‌ها بود تا وقتی که حیات داشت و آدم با زبان پرصدای خوبی بود. وزیر را می‌بردند توی اتاق، دعوت می‌کردند بیاید با یک جماعتی در اتاق، یک سخنران خوش‌صدا می‌خواستند خرازی سؤال را می‌کرد و مسئله روز را مطرح می‌کرد. فکر می‌کنم سابقه کار دولتی داشت اداری داشت.» بعد درباره چگونگی آن می‌گوید: «مثلاً اگر [نیک‌پور] چند نفر را نمی‌خواست دومرتبه انتخاب بشوند، به او می‌گفت که با اینها صحبت بکند یا جایشان کاندید بیاورد یا رقابت یا طرفی برایشان بتراشد که توی اتاق نباشند.» 
از دیگر فعالیت‌های خرازی می‌توان به این موارد اشاره کرد:
- عضو هیئت نظارت بر انتخابات دوره پنجم اتاق بازرگانی تهران: در نهم بهمن ۱۳۳۳ پیرو تصویب نامه هیئت‌دولت مبنی بر انتخاب اعضای اتاق بازرگانی تهران، به دعوت استاندار تهران، جعفر اخوان، محمدرضا خرازی، حاج احمد تهرانی، ابوالحسن صادقی و حاج محمد عاصمی که به‌عنوان هیئت نظارت بر انتخابات دوره پنجم اتاق بازرگانی تهران برگزیده شده بودند، اولین جلسه خود را در استانداری تشکیل دادند.

- رئیس کمیسیون صدور کارت‌های بازرگانی: در سال ۱۳۳۴ برای صدور کارت‌های بازرگانی کمیسیونی به ریاست محمدرضا خرازی، نایب رئیس اتاق تشکیل شد. کمیسیونی مرکب از هفت نفر از اعضای اتاق مأمور شدند که سوابق و پرونده کارت‌های بازرگانی را رسیدگی نمایند. [۵]

همچنین جلسات اتاق پس از مرگ ابوالحسن صادقی به طور موقت به ریاست محمدرضا خرازی، نایب‌رئیس اتاق اداره می‌شد. انتخابات دوره ششم اتاق تهران در ۲۰ بهمن‌ماه ۱۳۳۶ برگزار شد و سناتور علی وکیلی به ریاست اتاق انتخاب شد.
خرازی یکی از نویسندگان روزنامه عصر اقتصاد بود؛ روزنامه ارگان اتاق بازرگانی تهران به سردبیری و مدیرمسئولی محمود کیهان، در سال‌های دهه ۲۰ و ۳۰ خورشیدی یکی از نشریات اقتصادی مطلوب زمانه خود بود

## بیمارستان بازرگانان
در تاریخ ۱۳۲۹/۱۰/۲۸ اتاق بازرگانی تهران بیمارستان بازرگانان را وقف دائمی نمود تا به مداوای بیماران بپردازد. نمایندگان اتاق بازرگانی در پروسه وقف آقایان غلامحسین کاشف و  محمود کیهان بودند. از آن پس بیمارستان بازرگانان تحت تولیت هیئتی پنج نفره از بازرگانان و تجار اداره می‌شود. اولین اعضای هیئت متولیان شامل آقایان عبدالحسین نیک‌پور، محمدرضا فاطمی، محمدرضا خرازی، احمد تهرانی و عبدالله مقدم بودند و کلیه هزینه‌های پرسنلی و کمک به نیازمندان را اتاق بازرگانی تهران پرداخت می‌کرد. 

## مرگ
خرازی در حدود ۶۵ سالگی در سال ۱۳۴۶ شمسی در مشهد درگذشت. 